# Дремовац
Дремовац или докољен (Leucojum aestivum) је ливадска зељаста биљка из фамилије Amaryllidaceae.

## Опис биљке
Корен је по типу жиличаст.
Стабло је право, зељасто, високо 30-60 cm, мало спљоштено. Подземно стабло је луковица, јајоликог облика 20-40 mm у пречнику и са сивим или белим омотачем.
Листови су непотпуни (седећи), широко линеарни, 5-15 mm широки, сјајни и исте дужине или нешто краћи од стабљике. Нерватура је паралелна.
Цветови су терминални, по 3-8 скупљених у штитастој цвасти. Звонастог су облика, на дугим дршкама и повијени надоле. Листићи перигона су издужени, објајасти или елипсоидни, дуги 10-15 mm и широки 8-10 mm. Бели су са зеленкастим или зеленожутим мрљама на врху. Прашници су дужине 7-10 mm, а стубић је дужи, око 10 mm и на врху клинасто проширен, испод жига са зеленим прстеном.
Плод је чахура, лоптаста или објајаста и 5 mm у пречнику, дуга 10-15 mm.
Семена су црна и лоптаста.

## Распрострањеност
Распрострањена је у јужној Европи, на Криму и Кавказу, у Малој Азији и северној Персији. Припада субмедитеранско-медитеранском флорном елементу.

## Станиште
Насељава плавне ливаде и шуме, а има је и на мочварним стаништима.

## Еколошки фактори
Попут других хигрофита, има релативно уску еколошку валенцу у односу на температуру. Средње годишње температуре на њеном станишту варирају између 10 и 15 ° (апсолутне минималне температуре се не спуштају испод -15 °, а максималне не иду изнад 30 °). Има уску еколошку валенцу и у односу на влагу.

## Значај
Ово је украсна, медоносна и лековита биљка.